# Barsbaj
Al-Aszraf Sajf ad-Din Barsbaj (arab. ‏الأشرف سيف الدين برسباي‎; zm. 1438) – sułtan Egiptu z burdżyckiej (czerkiesi) linii dynastii Mameluków panujący w latach 1422–1438.
Podczas swojego panowania wprowadził liczne reformy mające na celu wzmocnienie sułtanatu mameluków. W 1426 roku jego wojska zdobyły Nikozję a król Cypru Janusa trafił do niewoli sułtana. Cypryjczycy zostali natomiast zobowiązani do płacenia trybutu. W wyniku działań politycznych wzmocnił też kontrolę na handlem w rejonie Morza Czerwonego.